# Jakob Plein-Wagner

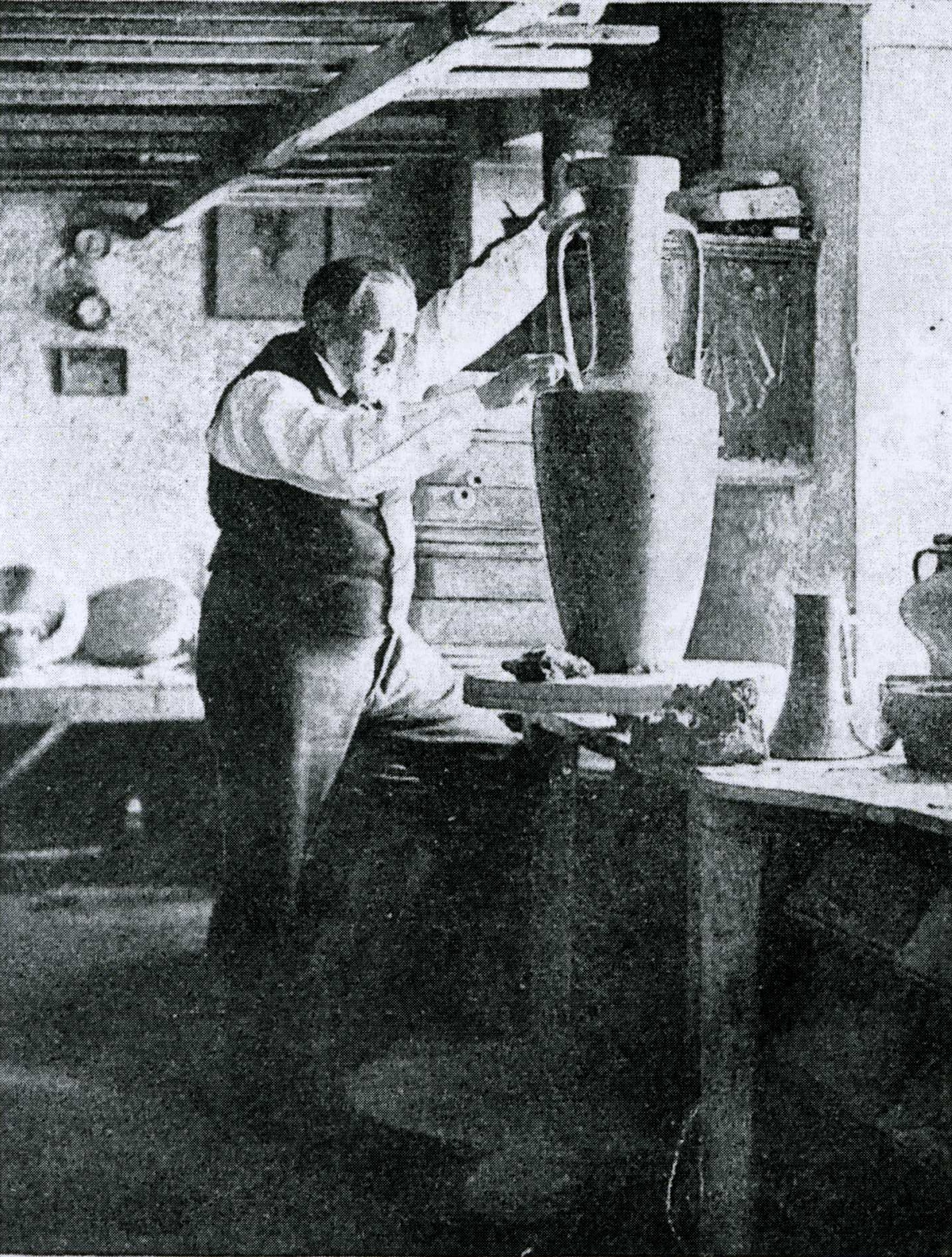
Jakob Plein-Wagner beim Formen einer Vase

Jakob Plein-Wagner, auch Jacob Plein-Wagner (* 27. Oktober 1836 in Speicher; † 31. August 1903 ebenda), war ein deutscher Töpfer, Unternehmer und Heimatforscher.

## Leben
Jakob Plein war Sohn von Johann Plein und dessen Frau Anna Maria, geborene Remmy. Erzogen wurde er vor allem von seinem Großonkel Nikolaus Plein und dessen Frau Angela. Letztere war zuvor Haushälterin des Speicherer Pastors Johann Jakob München gewesen. Daher hatte Jakob Plein engen Kontakt zu Pastor München, verehrte diesen und gab in seinem späteren Leben viele Anekdoten über ihn wieder. Plein war ein guter Schüler und künstlerisch begabt. Mit 24 Jahren heiratete er Katharina Wagner, Tochter eines Beilinger Landwirts. Mit ihr zeugte er sechzehn Kinder, darunter den späteren Mönch Jakob Plein.
Im Jahr 1865 übernahm er nach dessen Tod die Krugbäckerei seines Vaters. Er brach mit der jahrhundertealten Tradition, die jedem Krugbäcker nur einen Ofen und einen Gesellen erlaubte; er gründete ein Dachziegelwerk und beschäftigte kurz darauf 12 Arbeiter. Zunächst, jedoch nicht lange, war er damit erfolgreich. 1884 gab er die Dachziegelproduktion auf und widmete sich wieder der Krugbäckerei, jedoch weiterhin in industrieller Fertigung mit moderner Technik, die damals in der Südwesteifel vollkommen neu war. Diese, und insbesondere die Entwicklung der Milchsatte zur Entrahmung von Rohmilch, machte ihn und sein Unternehmen erneut erfolgreich.

### Römische Funde
Im Alter von 40 Jahren untersuchte Plein-Wagner eine Stelle im Buchenwald zwischen Speicher und Herforst und stieß beim Aufgraben auf Überreste eines antiken Brennofens. Weitere Ausgrabungen ergaben, dass dieser Fund eindeutig ein römischer Ofen war. Später entdeckte Plein-Wagner weitere Öfen sowie viele Scherben und Überreste römischer Gefäße. Er baute sich eine Sammlung der antiken Tonindustrie auf, welche die Familie bis heute erhält und im eigenen Museum ausstellt.
1902 fand er im selben Forst ein römisches Urnengrab. Unter einer Sandsteinplatte befanden sich Urnen mit Überresten einer verbrannten Leiche samt guterhaltenen Knochen. Archäologe Felix Hettner schätze das Alter in das 1. oder 2. Jahrhundert nach Christus.

### Werke

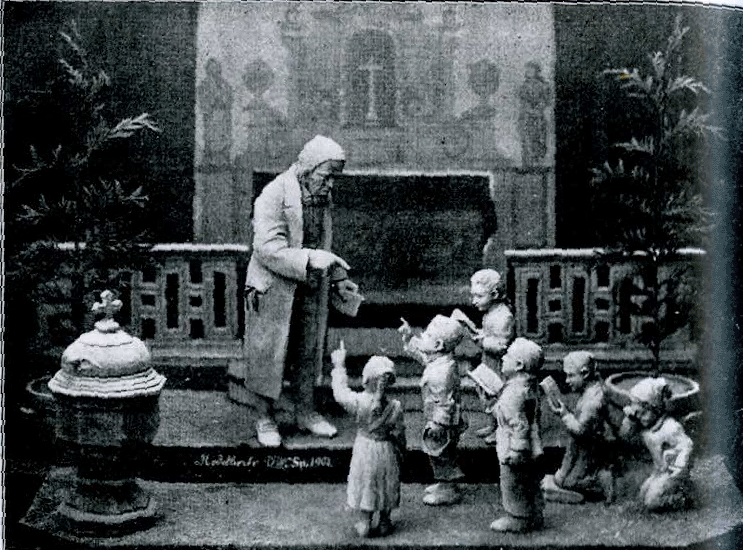
Pastor München, Unterricht erteilend

Neben der Produktion war Plein-Wagner auch künstlerisch tätig. So schuf er unter anderem einen Löwen aus braunem Ton und eine Skulptur von Pastor München, einigen Kindern Unterricht erteilend.